# Α-Amilasa
La α-amilasa (alfa-amilasa) és un enzim (EC 3.2.1.1 3.2.1.1) que catalitza la hidròlisi dels enllaços alfa-glucosídics, dels polisacàrids alfa glucosídics d'alt pes molecular, tals com el midó i el glicogen, alliberant glucosa i maltosa. És la principal amilasa en humans i altres mamífers. També es troba present en llavors que contenen midó, i és secretada per molts fongs. En humans, aquest enzim presenta 511 aminoàcids.

## Fisiologia humana
Encara que es troba en molts teixits, l'amilasa és més prominent en el suc pancreàtic i la saliva, els quals posseeixen cadascun la seva pròpi isoenzim de α-amilasa humana. Aquests enzims tenen un comportament diferent en el isoelectroenfocament, i poden ser separats en determinacions utilitzant anticossos monoclonals. En els éssers humans, totes les formes d'amilasa es troben codificades en el cromosoma 1 (1p21, vegeu AMY1A).

### Amilasa salival (ptialina)
La saliva conté amilasa que hidrolitza el midó per formar maltosa i dextrina. Aquesta isoforma de l'amilasa es coneix també com a ptialina, nomenada així pel químic suec Jöns Jacob Berzelius, el nom deriva de la paraula grega πτυω (ptiō, escopir), a causa que la substància es va obtenir de la saliva. La ptialina hidrolitza les grans molècules de midó insoluble, per formar midons solubles (amilodextrina, eritrodextrina i acrodextrina), produint successivament molècules de midons cada vegada més petites, fins a formar al final maltosa. La ptialina actua sobre els enllaços glicosídics α(1,4), però la hidròlisi completa requereix un enzim que actuï a més sobre els productes ramificats. L'amilasa salival resulta inactivada en l'estómac per l'àcid gàstric. En el suc gàstric a pH 3,3 la ptialina resulta totalment inactivada en 20minuts a 37 °C. En contrast, després de 150 minuts en suc gàstric a pH 4,3, encara es reté el 50% de l'activitat amilasa. Tant el midó, el substrat per a la ptialina, com el producte, polímers de glucosa de cadena curta, són capaces de protegir-la parcialment contra la inactivación deguda a l'àcid gàstric. En afegir ptialina a una solució tamponada a pH 3,0, aquesta resulta totalment inactivada en 120 minuts; no obstant això l'addició de midó al 0,1% produeix que després de 120 minuts la solució encara conservi 10% d'activitat amilasa; i l'addició de midó al 1,0 permet el manteniment del 40% de l'activitat amilasa als 120 minuts.

#### Condicions òptimes per a l'amilasa
pH òptim - 5.5 a 8.0
Temperatura òptima - 37 °C
Presència de certs ions i activadors:
Clorur i bromur - són els més efectius
Iodur – menys efectiu
Sulfat i fosfat – són els menys efectius

#### Variacions genètiques de l'amilasa salival en humans
El gen de l'amilasa salival ha sofert duplicacions durant l'evolució, i els estudis d'hibridació d'ADN indiquen que molts individus posseeixen múltiples repeticions en tàndem del gen. El nombre de còpies del gen es correlacionis amb els nivells d'amilasa salival, com pot ser mesurada per assajos tipus blot utilitzant anticossos contra l'amilasa humana. El nombre de còpies del gen es troba aparentment associat amb l'exposició evolutiva a dietes riques en midó. Per exemple, un individu japonès posseeix 14 còpies del gen de l'amilasa (un al·lel amb 10 còpies, i un segon al·lel amb quatre còpies). La dieta japonesa, tradicionalment, conté grans quantitats de midó provinent de l'arròs. En contrast, un individu de l'ètnia biaka en posseeix només sis (tres còpies en cada al·lel). Els biaka són caçadors-recol·lectors de la selva humida que tradicionalment han consumit baixes quantitats de midó en la seva dieta. Perry i col·legues han especulat que aquest augment en el nombre de còpies del gen de l'amilasa salival va poder haver exercit un paper en l'augment de la supervivència durant la transició a dietes riques en midó durant l'evolució humana.

### Amilasa pancreàtica
La α-amilasa pancreàtica escindeix aleatòriament els enllaços α(1-4) glicosídics de l'amilosa per produir dextrina, maltosa o maltotriosa. Aquest enzim adopta un mecanisme de doble desplaçament amb retenció de la configuració anomèrica.

### En patologia
La determinació d'amilasa en sang és molt més senzilla de dur a terme que la de lipasa, fent d'aquesta determinació l'elecció primària per a la detecció i monitoratge de pancreatitis. Els laboratoris mèdics en general mesuren ja sigui l'amilasa pancreàtica o l'amilasa total. Si només es mesura l'amilasa pancreàtica, un augment d'aquesta no tindrà relació amb galteres o algun altre tipus d'inflamació o trauma de les glàndules salivals.
No obstant això, a causa de la molt petita quantitat present en sang, la sincronització i rapidesa és essencial quan es fa l'extracció de sang per a aquest mesurament. La sang hauria de ser presa molt poc temps després de l'aparició d'un còlic de dolor pancreàtic, perquè d'una altra forma, l'enzim ràpidament és excretada pels ronyons cap a l'orina.
La α-amilasa salival ha estat utilitzada com un biomarcador d'estrès que no requereix d'una extracció de sang.

#### Interpretació
Es troben nivells elevats d'amilasa en plasma en:
- Trauma de les glàndules salivals (incloent la intubació anestèsica).
- Galteres — a causa de la inflamació de les glàndules salivals.
- Pancreatitis — a causa del dany que es produeix en les cèl·lules que fabriquen l'amilasa.
- Fallada renal — a causa d'una excreció disminuïda.

Una amilasa total amb valors 10 vegades o més per sobre del límit superior de referència és suggestiva d'una pancreatitis. De cinc a deu vegades el valor normal pot indicar una afecció de l'ili o duodè, o una fallada renal, i elevacions més baixes són troballes freqüents en malalties de les glàndules salivals.

### Gens
- Salival - AMY1A, AMY1B, AMY1C
- Pancreàtica - AMY2A, AMY2B

## Usos industrials
La α-amilasa s’obté a partir de bacteris, llevats o fongs i s’utilitza a escala industrial en la hidròlisi del midó present als grans de cereal. Aquesta hidròlisi produeix sucres fermentables que es poden transformar en etanol. El primer pas en la producció de xarops d'alta fructosa és el tractament del blat de moro amb α-amilasa, produint-se cadenes curtes d'oligosacàrids.
Una α-amilasa anomenada Termamyl, extreta de Bacillus licheniformis, s’utilitza també en alguns detergents, especialment en els rentavaixelles gràcies a la seva efectivitat eliminant el midó.
L'enginyeria genètica de microorganismes permet la cerca de noves variants de la proteïna per afavorir la seva estabilitat en condicions extremes, ja sigui en altes temperatures o en gradients de pH molt àcids.

## Arquitectura de dominis
Les α-amilases contenen diversos dominis proteics diferents. El domini catalític té una estructura secundaria consistent en vuit barrils alfa/beta encadenats que contenen el lloc actiu, interromput perun domini d'unió al calci format per uns 70 aminoàcids que sobresurten entre la tercera làmina beta i la tercera hèlix alfa. També té un domini C-terminal barril beta amb un motiu de clau grega.  
Algunes α-amilases contenen un domini amb forma de làmina beta al seu extrem C-terminal, aquest domini es troba format per cinc cadenes antiparal·leles en conformació de làmina beta. Altres α-amilases contenen també un domini tot-beta al seu extrem C-terminal.

## Inhibició per tampó Tris
S’ha publicat que la molècula Tris pot inhibir un cert nombre α-amilases bacterianes. No seria convenient utilitzar α-amilasa en solucions tamponades amb Tris.

## Proteïna
L'alfa-amilasa (AASH) és una proteïna de mamífer que es troba tant en les secrecions pancreàtiques com en les salivals de l'Homo sapiens i que produeix l'enzim alfa-Amilasa que contribueix a la digestió dels aliments.
La similitud entre la proteïna del pàncrees i la de la saliva és del 97 per cent i la produeixen dos gens molt similars, l'AMY1 i l'AMY1. La proteïna A-Amilasa és el producte de tres gens, AMY1A, AMY1B i AMY1C, que codifiquen tres seqüències proteiques idèntiques, però mostren variacions interindividuals en el número de còpies i, per tant, en l'expressió de la proteïna. El seu nom químic és α-1,4-D-glucà glucanohidrolasa. És una proteïna monomèrica i unidora de calci amb una simple cadena polipeptídica de 496 aminoàcids. Té tres dominis, l'alfa està format pels residus 1-99 i 170-404; el B format pels residus 100-169, i el C format pels residus 405-496.